# Voravongse I.
Voravongse I. (voller Thronname Somdet Brhat-Anya Chao Brhatasena Vara Varman Raja Sri Sadhana Kanayudha; * im 16. Jahrhundert; † 1579 bei Kaeng Chane zusammen mit seiner Familie) war zwischen 1575 und 1579 König von Lan Chang.

## Leben
Voravongse wurde 1547 von seinem älteren Bruder, König Phra Nga Sen Sulintara Lusai, zum Somdet Brhat-Anya Chao Maha Uparat („Vizekönig“) ernannt. 1564 wurde er von den Birmanen als Kriegsgefangener gehalten. Nachdem er nach Laos zurückgekehrt war, kam er 1575 auf Betreiben der Birmanen als Nachfolger seines Bruders, der nach Birma verschleppt worden war, auf den Thron von Lan Chang. Nach einer Revolte musste er 1579 fliehen und ertrank mit seiner Familie am Pass Kaeng Chane. Nachdem setzten Phra Nga Sen Sulintara Lusai die Birmanen erneut auf den Thron.